# 도쿄도 구부

신주쿠의 마천루들

도쿄도 구부(일본어: 東京都区部 도쿄도쿠부[*])는 도쿄도에 속한 특별구로 도쿄도의 핵심부이자 인구가 조밀한 부분을 차지한다. 도쿄 23구(東京23区 도쿄니주산쿠[*]), 도쿄 특별구(東京特別区 도쿄토쿠베쓰쿠[*])라고도 한다. 1943년 이전에는 도쿄시에 속한 지역이었다. 특별구의 조직은 《일본 지방자치법》 하에 세워졌고 도쿄도에서만 유일하게 나타난다. 2022년 기준으로 23구의 총 인구는 970만여 명으로 조사되어, 도쿄도 인구의 3분의 2, 도쿄 수도권 인구의 약 20%를 차지한다. 면적은 626.7km2으로 도쿄도 면적의 30%를 차지하며 인구밀도는 15,146명/km2이다.

## 개요
도쿄 23구가 도쿄도 정부로부터 자치권을 갖고 있기는 하지만 물 공급, 하수 처리, 소방과 같은 일부 광역행정 서비스에서는 단일 도시로써 기능한다. 이들 서비스는 도쿄도 정부에 의해 운영된다. 공동의 공공 서비스의 재정을 위해 도쿄도 정부는 23구 정부에 세금을 부과한다.

## 역사
1943년 이전에 도쿄시의 구들은 오사카시나 교토시의 구들과 다르지 않았다. 1943년 3월 15일에 도쿄시 정부와 도쿄부 정부가 합쳐져 도쿄도 정부가 되었고 구들은 도 정부가 직접 관할하게 되었다. 1947년 3월 15일에 도쿄도의 35개 구는 22개로 통합되었다. 같은 해 5월 3일에 《일본 지방자치법》은 특별구로써의 권한을 법에 명시하였다. 1947년 8월 1일에 23번째 구인 네리마구가 설치되었다.
1970년대 이래 도쿄도의 특별구들은 다른 도시들의 구들에 비해 상당히 높은 수준의 자치권을 행사하였고 구라기 보다는 독립된 도시에 가깝게 되었다. 각각의 특별구는 자신들의 구장(区長)과 구의회(区議会)를 선출하였다. 2000년에 일본 국회는 특별구를 지방공공단체(地方公共団体)로 지정하고 도시와 유사한 지위를 부여하였다.

## 구 목록
| 기   | 이름                 | 인구      | 인구밀도 (/km2) | 면적 (km2) | 주요 지구                                                                                             |
| ---- | -------------------- | --------- | --------------- | ---------- | --- |
|      | 지요다구(千代田区)   | 61,824    | 5,302           | 11.66      | 나가타초, 가스미가세키, 오테마치, 마루노우치, 아키하바라, 유라쿠초, 리다바시                          |
|      | 주오구(中央区)       | 158,508   | 15,525          | 10.21      | 니혼바시, 가야바초, 긴자, 쓰키지, 하초보리, 신카와, 쓰키시마, 가치도키, 츠쿠다,                       |
|      | 미나토구(港区)       | 254,699   | 12,504          | 20.37      | 오다이바, 신바시, 시나가와, 롯폰기, 토라노몬, 아오야마, 아자부, 하마마쓰초, 다마치                    |
|      | 신주쿠구(新宿区)     | 344,103   | 18,886          | 18.22      | 신주쿠, 다카다노바바, 오쿠보, 가구라자카, 이치가야                                                    |
|      | 분쿄구(文京区)       | 227,902   | 20,186          | 11.29      | 혼고, 야요이, 하쿠산                                                                                  |
|      | 다이토구(台東区)     | 203,893   | 20,167          | 10.11      | 우에노, 아사쿠사                                                                                      |
|      | 스미다구(墨田区)     | 265,146   | 19,255          | 13.77      | 긴시초, 모리시타, 료고쿠                                                                              |
|      | 고토구(江東区)       | 511,909   | 12,747          | 40.16      | 기바, 아리아케, 가메이도, 도요초, 모젠나카초, 후카가와, 기요스미,시라카와, 에쓰지마, 스나마치, 아오미 |
|      | 시나가와구(品川区)   | 400,485   | 17,534          | 22.84      | 시나가와, 고탄다, 오사키                                                                              |
|      | 메구로구(目黒区)     | 284,024   | 19,361          | 14.67      | 메구로, 나카메구로, 지유가오카                                                                        |
|      | 오타구(大田区)       | 731,273   | 12,022          | 60.83      | 오모리, 가마타, 하네다, 덴엔초후                                                                      |
|      | 세타가야구(世田谷区) | 925,226   | 15,938          | 58.05      | 세타가야, 기타자와, 기누타, 가라스야마, 다마가와                                                      |
|      | 시부야구(渋谷区)     | 230,707   | 15,268          | 15.11      | 시부야, 에비스, 하라주쿠, 히루, 센다가야, 요요기                                                      |
|      | 나카노구(中野区)     | 336,639   | 21,593          | 15.59      | 나카노                                                                                                |
|      | 스기나미구(杉並区)   | 577,903   | 16,967          | 34.06      | 고엔지, 아사가야, 오기쿠보                                                                            |
|      | 도시마구(豊島区)     | 298,562   | 22,949          | 13.01      | 이케부쿠로, 고마고메, 센카와, 스가모                                                                  |
|      | 기타구(北区)         | 349,573   | 16,961          | 20.61      | 아카바네, 오지, 다바타                                                                                |
|      | 아라카와구(荒川区)   | 216,232   | 21,283          | 10.16      | 아라카와, 마치야, 닛포리, 미나미센주                                                                  |
|      | 이타바시구(板橋区)   | 575,432   | 17,859          | 32.22      | 이타바시, 다카시마다이라                                                                              |
|      | 네리마구(練馬区)     | 733,150   | 15,249          | 48.08      | 네리마, 오이즈미, 히카리가오카                                                                        |
|      | 아다치구(足立区)     | 678,686   | 12,745          | 53.25      | 아야세, 기타센주, 다케노츠카                                                                          |
|      | 가쓰시카구(葛飾区)   | 451,483   | 12,974          | 34.80      | 다테이시, 아오토                                                                                      |
|      | 에도가와구(江戸川区) | 691,417   | 13,856          | 49.90      | 가사이, 고이와                                                                                        |
| 전체 | 전체                 | 9,508,776 | 15,170          | 626.70     | |

도쿄 23구

구들은 일본의 다른 도시에 세워진 구와 다르게 자치권을 가지고 있는 구라는 점에서 대한민국의 자치구에 비교되기도 한다. 세타가야구는 가장 인구가 많고 오타구는 가장 넓다.

### 지역 구분

#### 일본 기상청의 예보 지역
- 23구 서부 (16구)
  - 지요다구· 주오구 · 미나토구 · 신주쿠구 · 분쿄구 · 시나가와구 · 메구로구 · 오타구 · 세타가야구 · 시부야구 · 나카노구 · 스기나미구 · 도시마구 · 기타구 · 이타바시구 · 네리마구
- 23구 동부 (7구)
  - 다이토구 · 스미다구 · 고토구 · 아라카와구 · 아다치구 · 가쓰시카구 · 에도가와구

### 〈도쿄의 산업과 고용 취업〉에 따른 구분

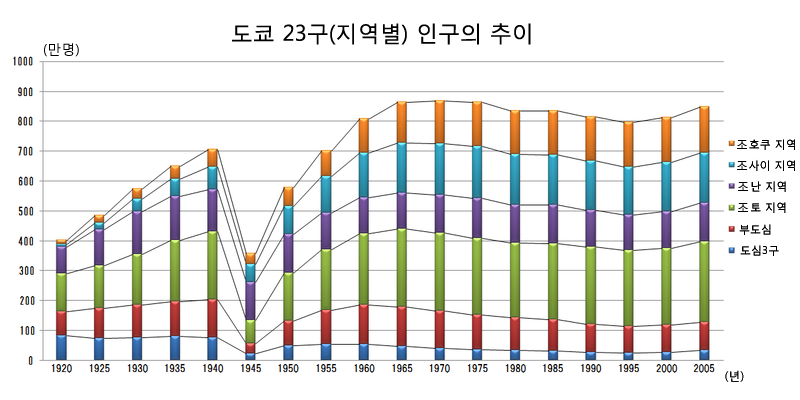
도쿄 23구(지역별) 인구의 추이.

도쿄도 산업 노동국 발행의 〈도쿄의 산업과 고용 취업 2008〉에서는 이하와 같은 지역으로 나누고 있다.
- 도심 지역 : 지요다구, 주오구, 미나토구 (도심 3구)
- 부도심 지역 : 신주쿠구, 분쿄구, 시부야구, 도시마구
- 조토 지역 : 다이토구, 스미다구, 고토구, 아라카와구, 아다치구, 가쓰시카구, 에도가와구
- 조난 지역 : 시나가와구, 메구로구, 오타구
- 조사이 지역 : 세타가야구, 나카노구, 스기나미구, 네리마구
- 조호쿠 지역 : 기타구, 이타바시구

## 같이 보기
- 행정 구역
- 일본의 수도
- 일본의 도시 목록
- 특례시 (일본)
- 도시 지역